# Archithosia fuscicorpus
Archithosia fuscicorpus är en fjärilsart som beskrevs av George Francis Hampson 1914. Archithosia fuscicorpus ingår i släktet Archithosia och familjen björnspinnare. Inga underarter finns listade i Catalogue of Life.